# Ashley Arana
Ashley Marie Arana (3 de junio de 1998) es una deportista mexicana que compite en taekwondo. Ganó una medalla de oro en el Campeonato Panamericano de Taekwondo de 2018 en la categoría de +73 kg.

## Palmarés internacional
| Campeonato Panamericano | Campeonato Panamericano  | Campeonato Panamericano | Campeonato Panamericano |
| Año                     | Lugar                    | Medalla                 | Categoría               |
| ----------------------- | ------------------------ | ----------------------- | ----------------------- |
| 2018                    | Spokane (Estados Unidos) | Medalla de oro          | +73 kg                  |